# Eudocima cocalus
Eudocima cocalus là một loài bướm đêm thuộc họ Erebidae. Nó được tìm thấy ở khu vực đông bắc của Himalaya, tới Sundaland và phía đông đến Queensland, Úc và the Solomons.
Sải cánh dài khoảng 100 mm.
Ấu trùng ăn các loài Cocculus. The adults are a pest in Lychee và Carambola orchards. They pierce the fruit in order to suck the juice.

## Hình ảnh

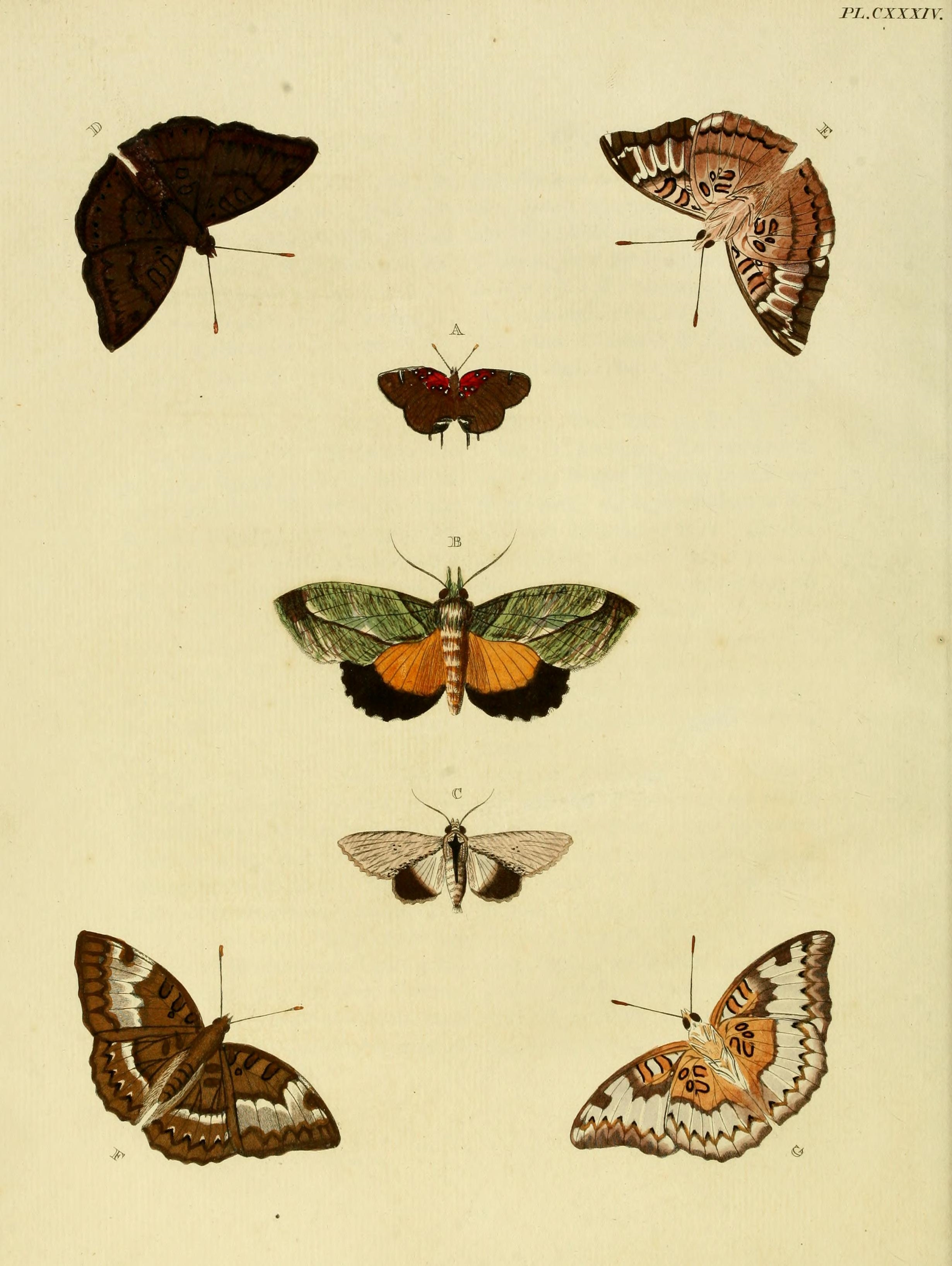
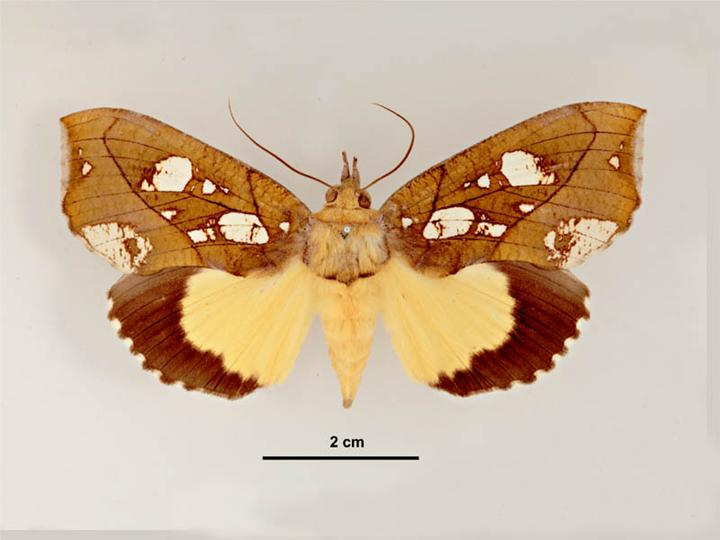
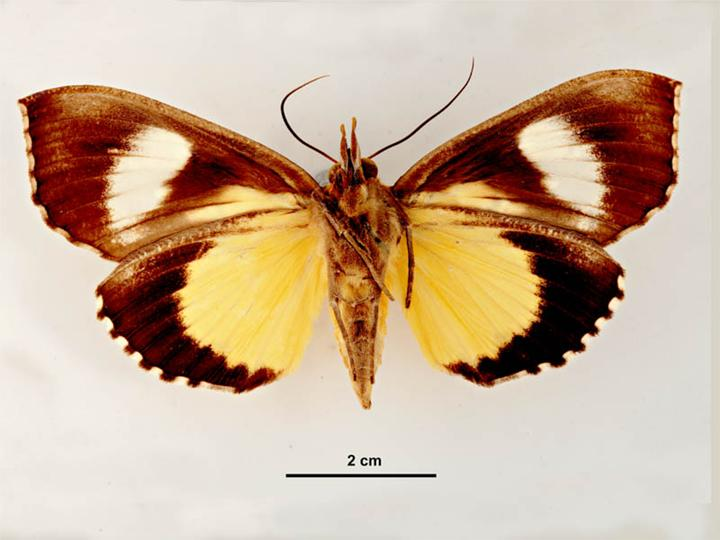
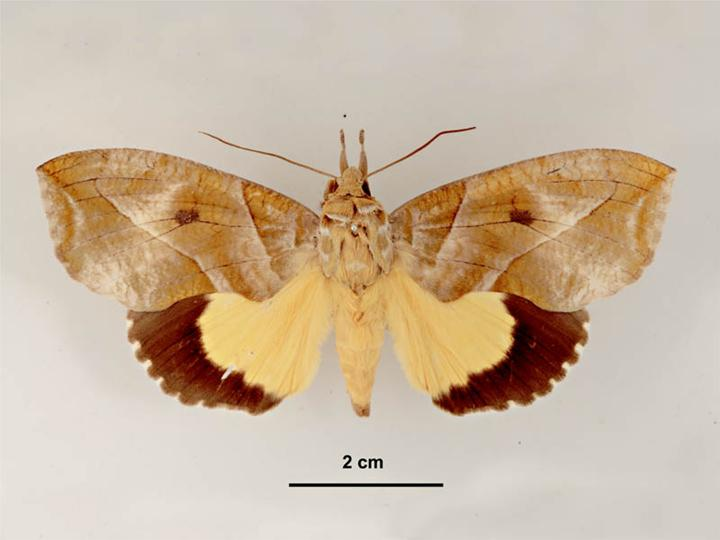
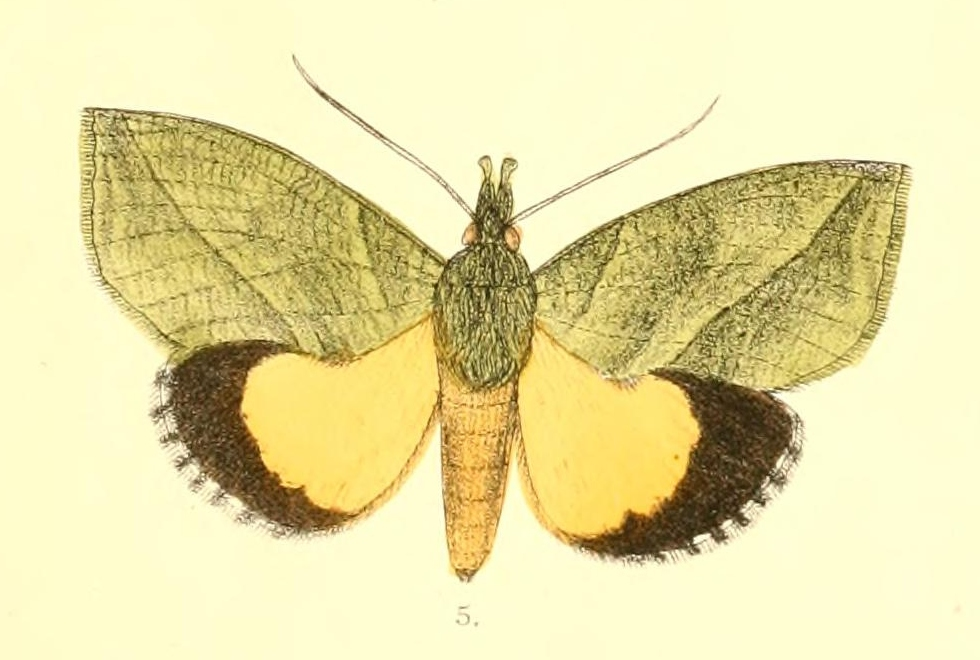
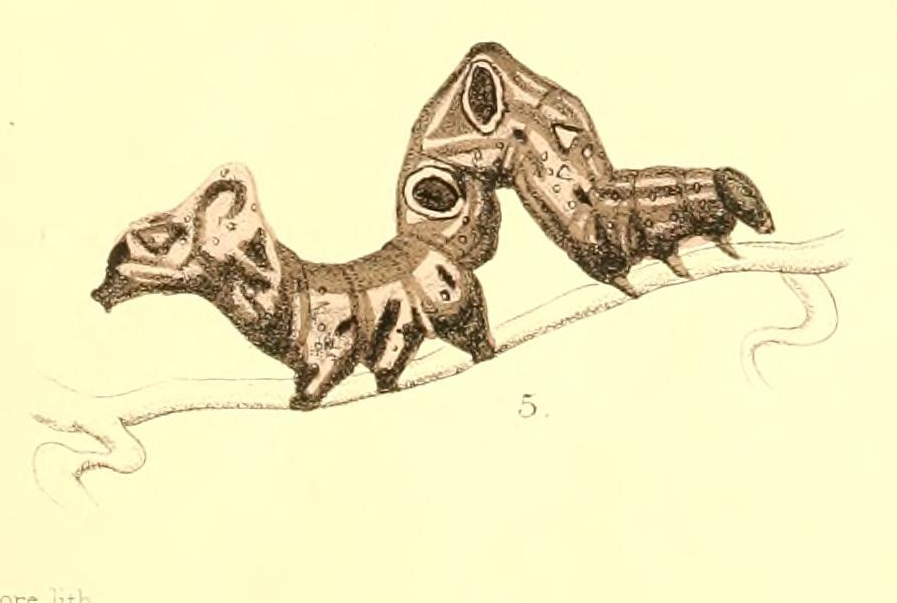
Sâu bướm